# Macronycteris
Macronycteris – rodzaj ssaków z rodziny płatkonosowatych (Hipposideridae).

## Rozmieszczenie geograficzne
Rodzaj obejmuje gatunki występujące w Afryce (włącznie z Madagaskarem).

## Morfologia
Długość ciała (bez ogona) 89–122 mm, długość ogona 22–50 mm, długość ucha 23–36 mm, długość tylnej stopy 13–28 mm, długość przedramienia 80–124 mm; masa ciała 26–180 g.

## Systematyka
Rodzaj zdefiniował w 1866 roku zoolog John Edward Gray w artykule zatytułowanym Rewizja rodzajów Rhinolophidae, czyli podkowców, opublikowanym w czasopiśmie „Proceedings of the Zoological Society of London”. Gatunkiem typowym jest (oznaczenie monotypowe) płatkonos olbrzymi (M. gigas).

### Etymologia
Macronycteris: gr. μακρος makros ‘długi, duży’; νυκτερις nukteris, νυκτεριδος nukteridos ‘nietoperz’.

### Podział systematyczny
Takson wyodrębniony z Hipposideros. Do rodzaju należą następujące występujące współcześnie gatunki:
| Grafika | Gatunek                      | Autor i rok opisu                                                     | Nazwa zwyczajowa     | Podgatunki         | Rozmieszczenie geograficzne | Podstawowe wymiary                                            | Status IUCN |
| ------- | ---------------------------- | --------------------------------------------------------------------- | -------------------- | ------------------ | --- | ------------------------------------------------------------- | ----------- |
|         | Macronycteris commersoni     | (É. Geoffroy Saint-Hilaire, 1813)                                     | płatkonos duży       | gatunek monotypowy | endemit Madagaskaru: szeroko rozpowszechniony w różnych siedliskach leśnych i zadrzewionych; zakres wysokości: do 1350 m n.p.m. | DC: 10,4–11 cm DO: 3,1–4,5 cm DP: 8–10,3 cm MC: 39–98 g       | NT          |
|         | Macronycteris cryptovalorona | (S.M. Goodman, M.C. Schoeman, A. Rakotoarivelo & Willows‐Munro, 2016) |                      | gatunek monotypowy | endemit Madagaskaru: znany tylko z Parku Narodowego Isalo i jaskini Androimpano (w pobliżu Itampolo) | DC: 8,9–9,2 cm DO: 3–3,4 cm DP: 8–8,1 cm MC: 26–42 g          | NE          |
|         | Macronycteris gigas          | (J.A. Wagner, 1845)                                                   | płatkonos olbrzymi   | gatunek monotypowy | tropikalna Afryka od Senegalu do skrajnie zachodniej Ugandy i wschodniej Demokratycznej Republiki Konga, wyspa Bioko (Gwinea Równikowa) oraz izolowane populacje w zachodniej Angoli, południowo-wschodniej Kenii i Tanzanii; zakres wysokości: do 1500 m n.p.m. | DC: 9,8–11,5 cm DO: 2,5–5 cm DP: 9,5–12,4 cm MC: 85–138 g     | LC          |
|         | Macronycteris thomensis      | (du Bocage, 1891)                                                     | płatkonos lawowy     | gatunek monotypowy | endemit Wysp Świętego Tomasza i Książęcej: Wyspa Książęca | DC: 10,2–10,6 cm DO: 2,9–3 cm DP: brak danych MC: brak danych | LC          |
|         | Macronycteris vittata        | (W.C.H. Peters, 1852)                                                 | płatkonos prążkowany | gatunek monotypowy | sawanny w Afryce, rozproszony od Sierra Leone na wschód do Etiopii, na południe do Namibii, Botswany, Zimbabwe i północno-wschodniej Południowej Afryki, również archipelag Zanzibar                                                                             | DC: 9,7–12,2 cm DO: 2,2–3,9 cm DP: 8,4–10,6 cm MC: 51–180 g   | NT          |

Kategorie IUCN:  LC  – gatunek najmniejszej troski,  NT  – gatunek bliski zagrożenia;  NE  – gatunki niepoddane jeszcze ocenie.
Opisano również gatunek wymarły żyjący od późnego plejstocenu do holocenu na obszarze dzisiejszego Madagaskaru:
- Macronycteris besaoka (Samonds, 2007)